# 칠각지
칠각지(七覺支)는 불교의 37조도품의 하나로서, 열반에 이르는 수행법 중 하나이다.

## 설명
- 염각지(念覺支) : 염은 사념(思念)의 뜻으로서 부처님의 가르침을 근본으로 마음속 깊이 새겨서, 모든 진리의 법을 닦을 때 능히 깨달아 사념하며 정혜(定慧)를 균평(均平)히 하여 혼침(昏沈)하고 부동(浮動)하지 않도록 하는 것이다.
- 택법각지(擇法覺支) : 택은 간택의 의미이며, 지혜로써 제법을 관찰하여 참된 것과 거짓된 것을 가려서 허위의 법은 버리고 참된 법을 간택하는 것이다.
- 정진각지(精進覺支) : 정은 부잡(不雜), 진은 무간(無間)의 뜻으로 닦을 바 법에 노력 정진하는 것으로 진리를 수행할 때 쓸데없는 고행은 그만 두고 바르고 참된 정법에 오로지 한 마음을 기울여 부지런히 노력하여 쉼없이 마음을 어리석지 않게 하는 것이다.
- 희각지(喜覺支) : 환희심으로 진리를 즐겨 구하는 것으로서 마음이 참 진리에 계오(契悟)하여 환희를 얻을 때 참 진리는 전도(顚倒)의 법에서 나온 것이 아니라는 것을 깨닫고 진리의 희열에 머무는 것이다.
- 제각지(除覺支) 또는 의각지(掎覺支) : 제는 단제(斷除)로서, 그릇된 모든 견해와 번뇌를 끊어 버림으로써 허위의 법을 제거하고 진정한 선근을 증장하여 가벼운 마음으로 몸과 마음을 편한하게 하는 것이다.
- 정각지(定覺支) : 정은 선정(禪定)으로서 선정에 들었을 때 능히 모든 것을 깨달아 모든 번뇌 망상이 일어나지 않고 마음에 산란이 생기지 않도록 하는 것이다.
- 사각지(捨覺支) : 사는 사리(捨離)의 뜻이며, 바깥의 모든 경계에 집착하던 마음을 여의어 거짓되고 참되지 못한 법을 영원히 추억(追憶)되지 못하도록 하는 것이다.